# Sanctuaire Notre-Dame de l'Osier
Le sanctuaire Notre-Dame de l'Osier est édifié dès le XVIIe siècle, sur le site du « miracle de l'Osier » (en 1649) et de l'apparition mariale de Notre-Dame de l'Osier (en 1657). Des constructions successives voient le jour, au fur et à mesure du développement du culte sur place. En premier lieu une croix, puis une petite chapelle en bois (1657), puis une église (1659) et enfin 1858 est mise en construction une grande église, consacrée en 1873, qui sera élevée au rang de basilique mineure en 1924 : la basilique Notre-Dame de l'Osier.
En plus de ce bâtiment est construite en 1856 une église « Notre-Dame de Bon Rencontre » sur le lieu de l'apparition mariale. Le sanctuaire intègre également un petit oratoire dédié à « Notre-Dame de l’Épinouse », lui aussi en lien avec l'apparition mariale de 1657.
Ce sanctuaire a très vite été pris en charge par des religieux Augustins, remplacés en 1834 par les Oblats de Marie-Immaculée. Si la Révolution française marque un coup d'arrêt à la dévotion locale, l'arrivée des Oblats relance l'activité de pèlerinage et la développe en agrandissant le couvent déjà existant pour y établir un noviciat, en construisant un hospice et en organisant l'activité d'accueil des pèlerins.
Ce sanctuaire obtient très tôt la reconnaissance et le soutien des autorités de l’Église catholique, que ce soit de l'évêque de Grenoble, comme de la papauté qui dès le XVIIe siècle accorde de nombreuses indulgences au sanctuaire. Pie XI, en 1924, élève au rang de basilique la principale église du sanctuaire.
Le pèlerinage, très important avant la Révolution et au XIXe siècle, entraîne le développement du hameau local et la mise en place d'une activité économique pour accueillir, héberger et nourrir les pèlerins. Si cette activité décline au XXe siècle, les pèlerins sont toujours plusieurs dizaines de milliers à se rendre sur place chaque année.

## Historique

### L'apparition mariale

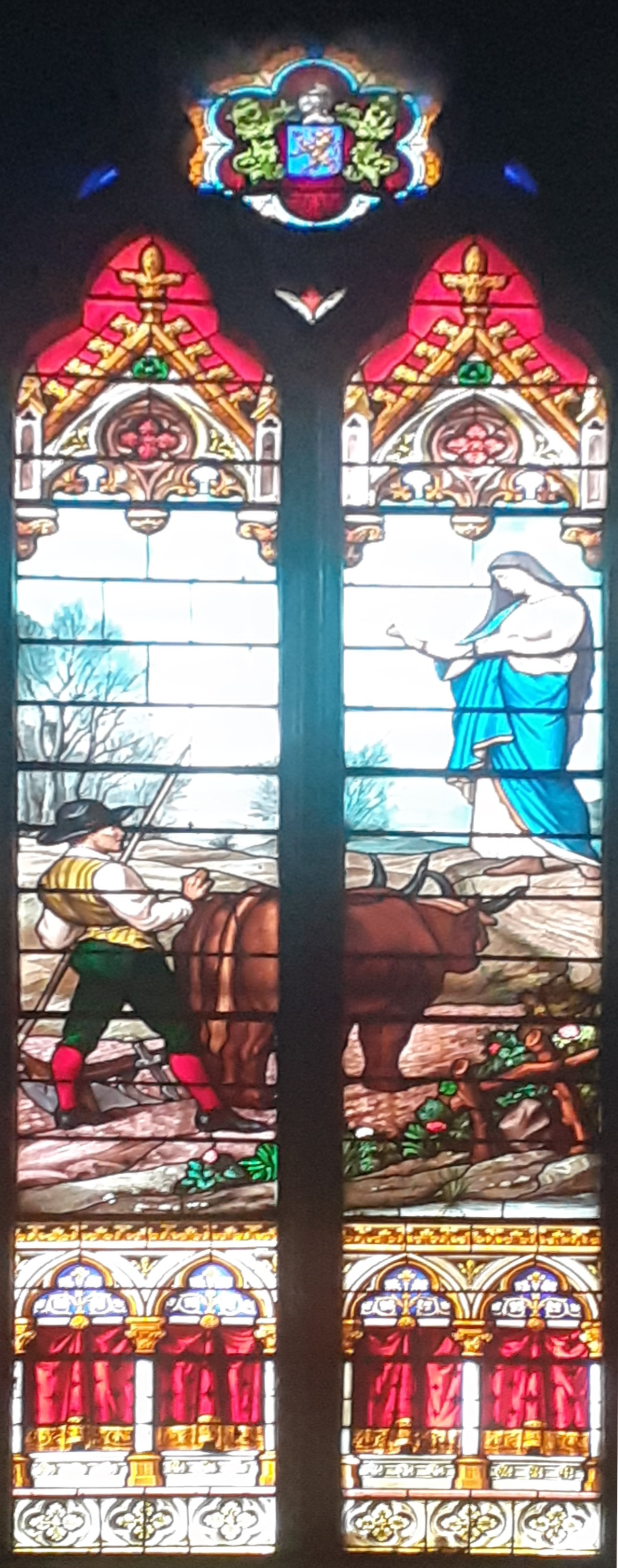
Vitrail représentant l'apparition mariale à Pierre Port-Combet.

Le 25 mars 1649 se produit, dans le village de Notre-Dame-de-l'Osier (France) le « miracle de l'Osier », qui fait l'objet d'une enquête et d'un procès civil, ainsi que d'une enquête canonique de la part de l’Église. L’Église a reconnu comme un « miracle » cet événement,.
L'apparition mariale de Notre-Dame de l'Osier se serait produite le 19 septembre 1657, à Pierre Port-Combet. Cet événement, rapporté par une déclaration de son épouse 29 ans après les faits n'a pas fait l'objet d'une étude canonique de l’Église catholique,.
La particularité de ces événements (apparition et miracle de l'Osier) est que le voyant est un protestant convaincu, ce qui est un cas très rare d'apparition mariale à un « non-catholique ». Le voyant se convertira au catholicisme plusieurs mois après l'apparition mariale, et sur son lit de mort (sept jours avant sa mort),. Le sanctuaire intègre une chapelle dédiée à cette apparition, et fait une large part à ce récit d'apparition.

### Les débuts du sanctuaire de l'Osier
L'Église catholique fait effectuer plusieurs enquêtes canoniques concernant le « miracle de l'Osier » : la première en 1650, la seconde en février 1657. Si la première enquête demandée par l'évêque est menée par les curés des villages voisin (Tullins et Poliénas), la seconde, toujours réalisée sous l'autorité de l'évêque de Grenoble, est menée par le chanoine Bernard du chapitre de la cathédrale. Cette dernière enquête conclut à la reconnaissance du « miracle » et à la mise en place d'un sanctuaire placé sous le vocable de « Notre-Dame de Bon Encontre ». Entre temps, une croix est érigée sur l’emplacement de l'apparition le 14 septembre 1656, et une chapelle mise en construction en 1657,. En juillet 1657, un recteur est affecté à demeure à ce nouveau sanctuaire. La chapelle, construite en bois, est terminée le 1er novembre 1657. Ce sanctuaire connaît une affluence rapide et importante. Les papes Alexandre VII, Clément IX, Clément X et Innocent XI accordent au sanctuaire de nombreuses indulgences. Dès 1657, le hameau des « Plantés » prend le nom de « Notre-Dame de l'Osier », faisant ainsi référence « à la fois à la Vierge et à l’osier ensanglanté »,,. En 1659, la petite chapelle de bois est remplacée par une chapelle « en dur », de taille supérieure.

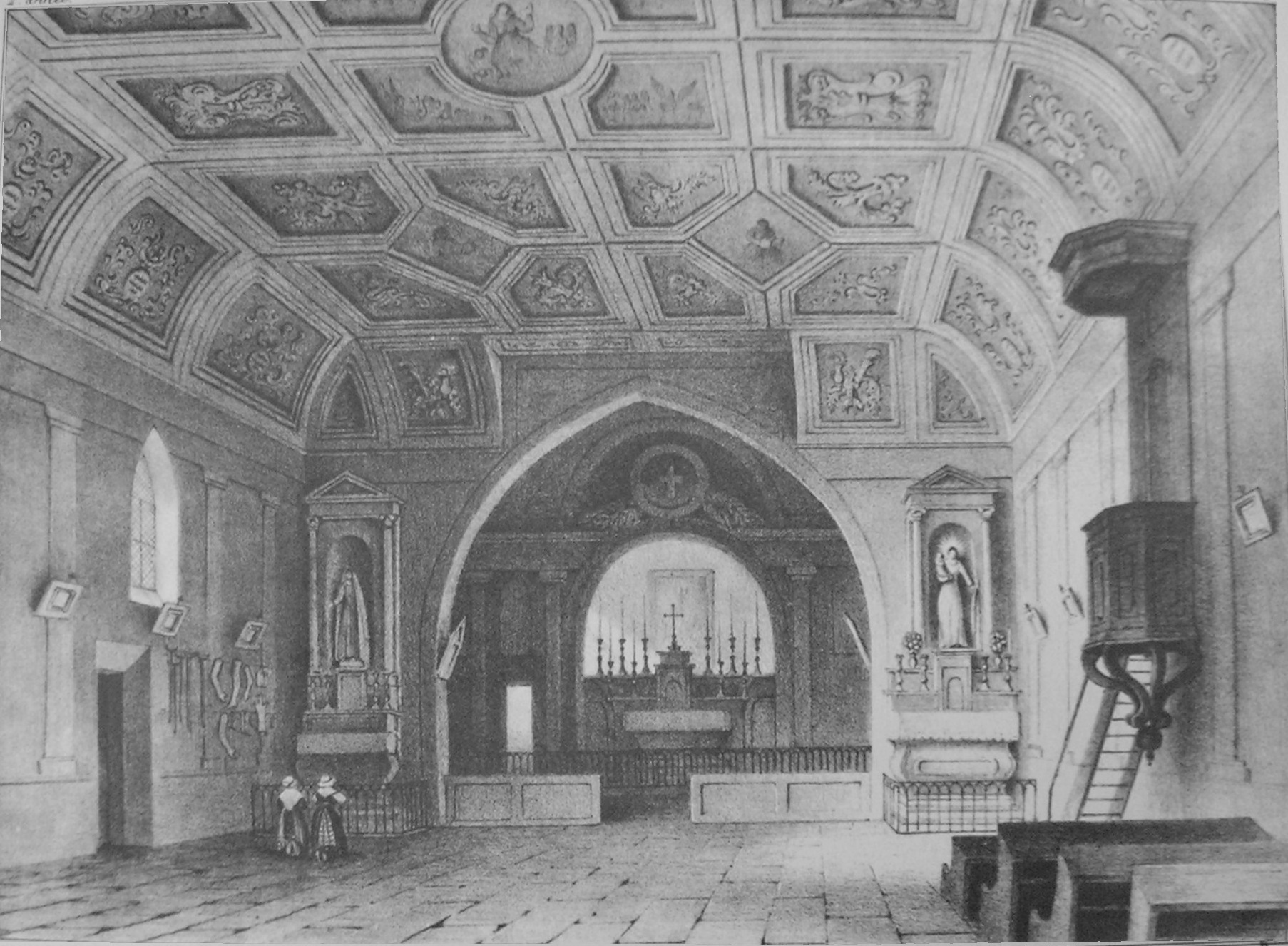
Vue de l'intérieur de la première église de N-D de l'Osier construite en pierre.

Mais les premiers prêtres mis en place par l'évêque se révèlent « peu dignes de leur charge » et ils resteront dans l'histoire, dénommés sous le titre des « malandrins de l’Ozier ». Si bien que finalement, en 1664, l'évêque de Grenoble établit une communauté de prêtres Augustins pour desservir le sanctuaire. Ceux-ci construisent un couvent pour accueillir leurs membres,.
Le 6 juillet 1667 (4 mois après l'apparition mariale), un oratoire est construit et officiellement bénit sur le lieu présumé du dialogue entre le voyant et la Vierge Marie.

### La révolution de 1789
Lors de la Révolution française, les religieux Augustins sont expulsés du sanctuaire lors de la saisie des biens religieux et la suppression des vœux monastiques.
Les archives du sanctuaire sont détruites, le couvent est mis à sac, de nombreuses statues et reliques sont détruites, mais quelques reliques peuvent être récupérées et sauvées par des voisins,. La fréquentation du sanctuaire diminue et « les fêtes liées au culte marial sont remplacées par des fêtes païennes (organisées par le gouvernement révolutionnaire »). À partir de 1799, mais surtout du Concordat en 1801, des prêtres peuvent revenir au sanctuaire et relancer les pèlerinages.

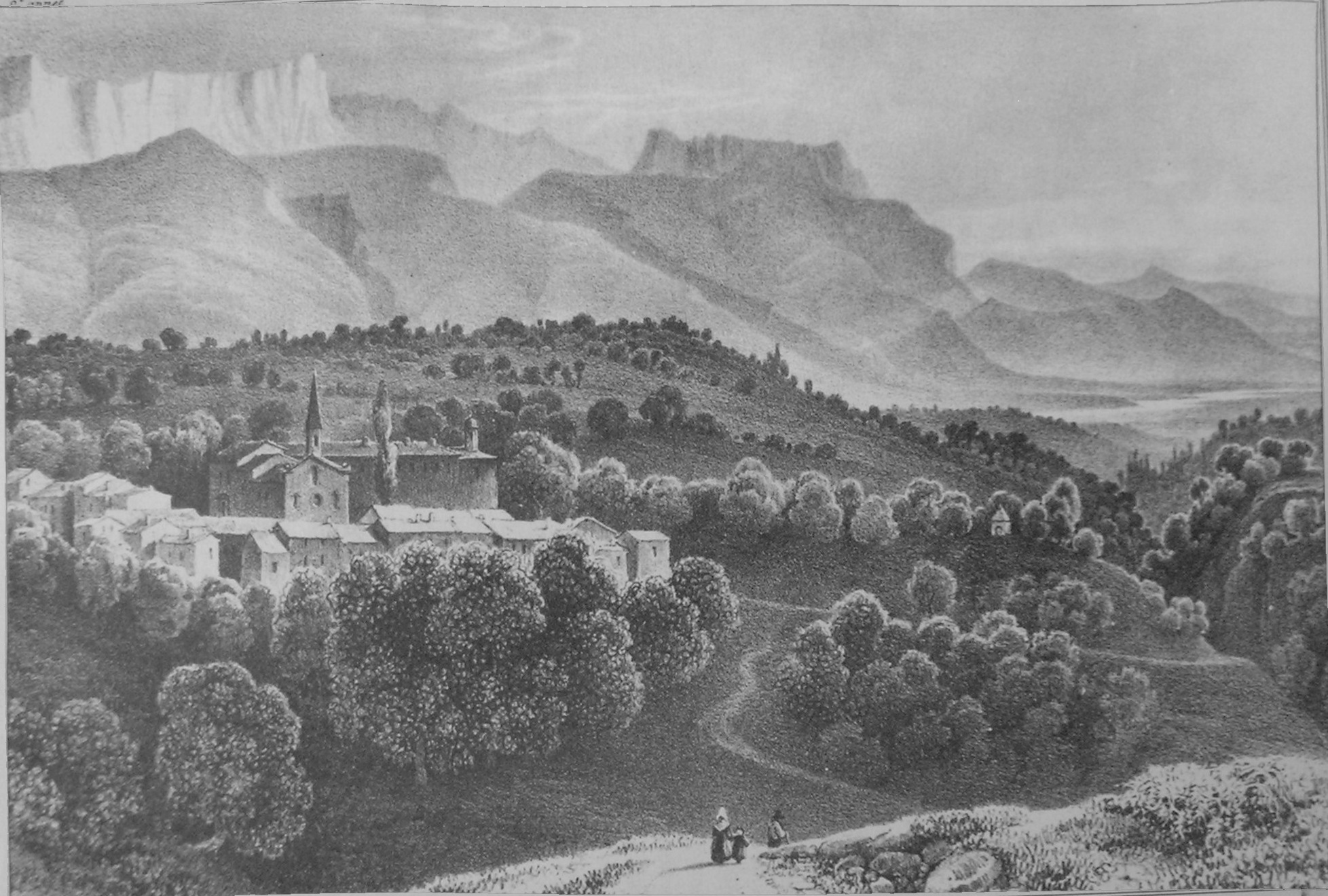
Vue du sanctuaire (et du hameau) avant 1836.

En 1834, les Oblats de Marie-Immaculée viennent reprendre la gestion du sanctuaire. Ils restent en fonction jusqu'en 1997.
Le milieu du XIXe siècle est la période faste du sanctuaire qui compte jusqu’à 10 prêtres au village, 11 hôtels ou logis payant patente. Un hospice et un nouveau couvent sont également construits. Un noviciat est installé en 1841, et en 60 ans, le couvent formera dans ses murs plus de 1 300 novices,,.
En 1842, une structure d'accueil est créée pour recevoir les pèlerins. Cette structure est confiée à la branche féminine des Oblats de Marie : les sœurs de la Sainte-Famille (les prêtres restant sur place pour célébrer les messes et accueillir spirituellement les pèlerins),,.

### Construction de la basilique

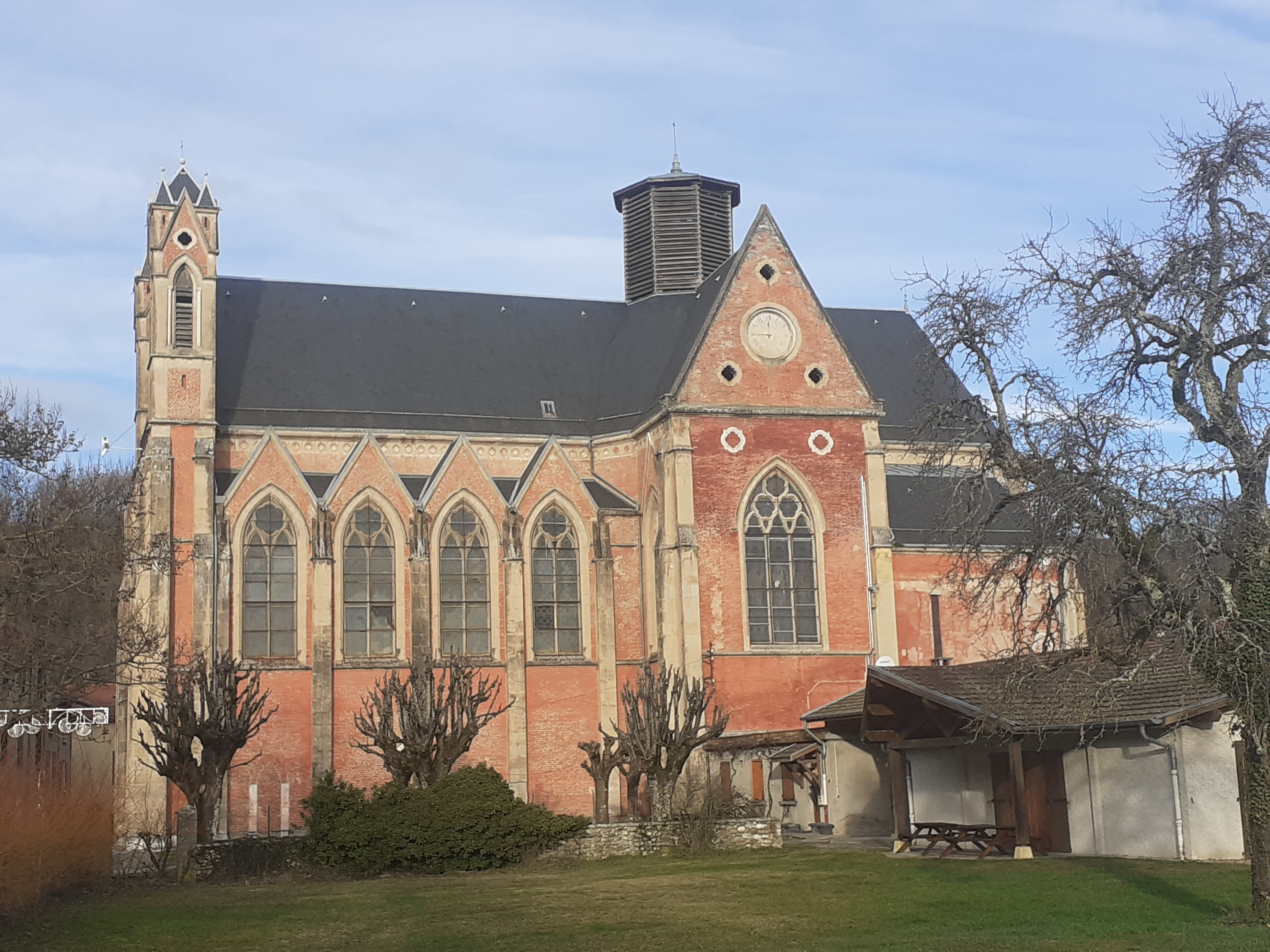
Façade Est de l'église.

La chapelle de bois originale étant devenue trop petite pour accueillir les pèlerins, une nouvelle église est mise en construction. Celle-ci en 1858, elle va durer 10 ans,. La première pierre de l’église est posée le 17 mai 1858, suivant les plans réalisés par Alfred Berruyer,. Le matériau de construction choisi est la brique rouge (ce qui est rare dans cette région). Les briques sont  donc fabriquées sur place avec la terre locale. La construction utilise également la technique du béton moulé, technique novatrice pour l'époque, très utilisée par l'architecte. Les soubassements et le portail de l'édifice sont construits en pierre.
L'église ne sera jamais complètement terminée et restera sans les flèches de ses clochetons et sans le campanile qui, sur sa droite, devait supporter les cloches. Seule une gravure et le vitrail central du chœur témoignent de ce qu’elle aurait dû être. Même la décoration intérieure semble ne pas avoir été achevée. L'église est inaugurée en 1868, et elle est consacrée le 8 septembre 1873 en présence de l’évêque de Grenoble.
Le 9 septembre 1924, l’église de Notre-Dame de l’Osier est érigée en basilique par décret du pape Pie XI. À cette occasion, une mosaïque est installée sur le tympan de l'église.

### XXeetXXIesiècle

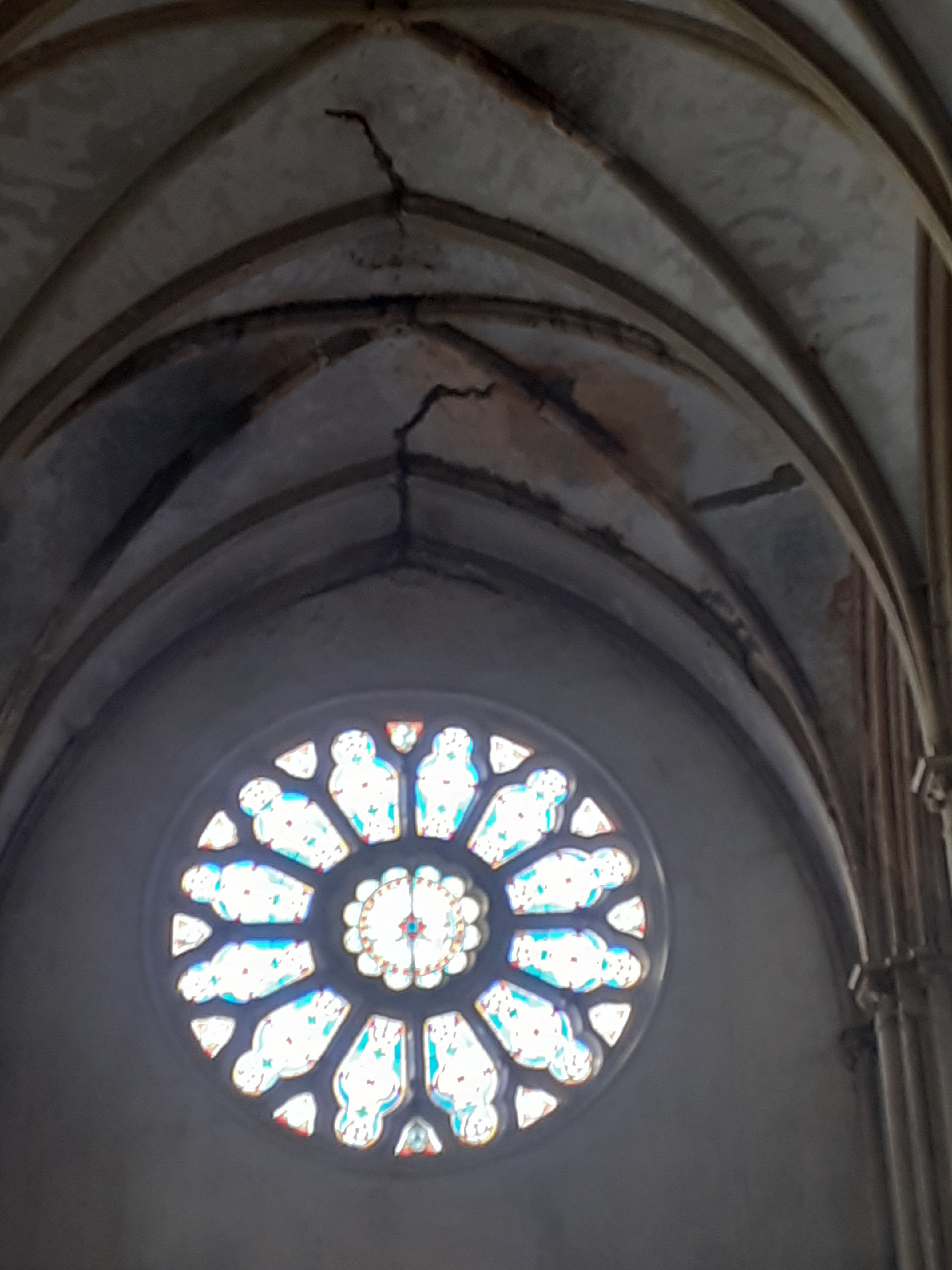
La rosace et les voûtes fissurées.

En 1939 la foudre frappe l'angle Ouest de l'édifice, causant quelques dégâts. Le 26 avril 1962 un séisme cause des fissurations des voûtes et du tympan d’entrée de la basilique. À la suite de l'ouverture de voies d'eau dans la toiture (vieillissement de celle-ci, et probablement des déformations liées au séisme de 1962), la toiture est entièrement refaite en 1983.
En 1997, les Oblats quittent définitivement le sanctuaire laissant des laïcs organisés en association (« l’accueil à N.D. de l’Osier ») gérer le sanctuaire, avec l'aide d'un prêtre,,.
L'état d’entretien de la basilique commençant à poser des problèmes, le maire (de l'époque), Pierre Faure, lance une expertise complète du bâtiment en 1998. Faute de travaux, les problèmes de sécurité et de conservation du patrimoine continuent de se développer « un peu plus chaque jour ». Une estimation des coûts des travaux est faite en 2002, estimation réactualisée en 2010.
En juillet 2010, une association est créée pour restaurer et mettre en sécurité la basilique : « l'Association pour la restauration de la basilique de notre-dame-de-l'osier »,. Cette mission s'organise en partenariat avec la municipalité et le diocèse. Les premiers travaux envisagés concernent la restauration des vitraux, notamment ceux du transept nord (côté place) et la rosace au-dessus de la porte d’entrée. En 2017, la restauration de la grande rosace (sur la façade principale) est terminée.

### Les pèlerinages
Notre-Dame de l’Osier est reconnue comme le lieu de la conversion des cœurs par la présence bienfaitrice et salvatrice de la Vierge,.
Le 6 janvier 1702, le bailli Claude de Moreton de Chabrian, ancien général des galères de Malte, vient en pèlerinage avec 300 vétérans remettre son étendard à la Vierge, et le dépose dans l'église.
Le 8 septembre 1856, à l'occasion de l'anniversaire des 200 ans du « miracle de l’osier sanglant », 30 000 pèlerins viennent se recueillir au sanctuaire.
Le sanctuaire fait l'objet de pèlerinages particuliers les 15 août, 8 septembre et 8 décembre (qui sont des dates de fêtes mariales),.
Aujourd'hui, entre 30 et 40 000 pèlerins (et touristes) se rendent chaque année sur ce lieu.

## Description

### La basilique

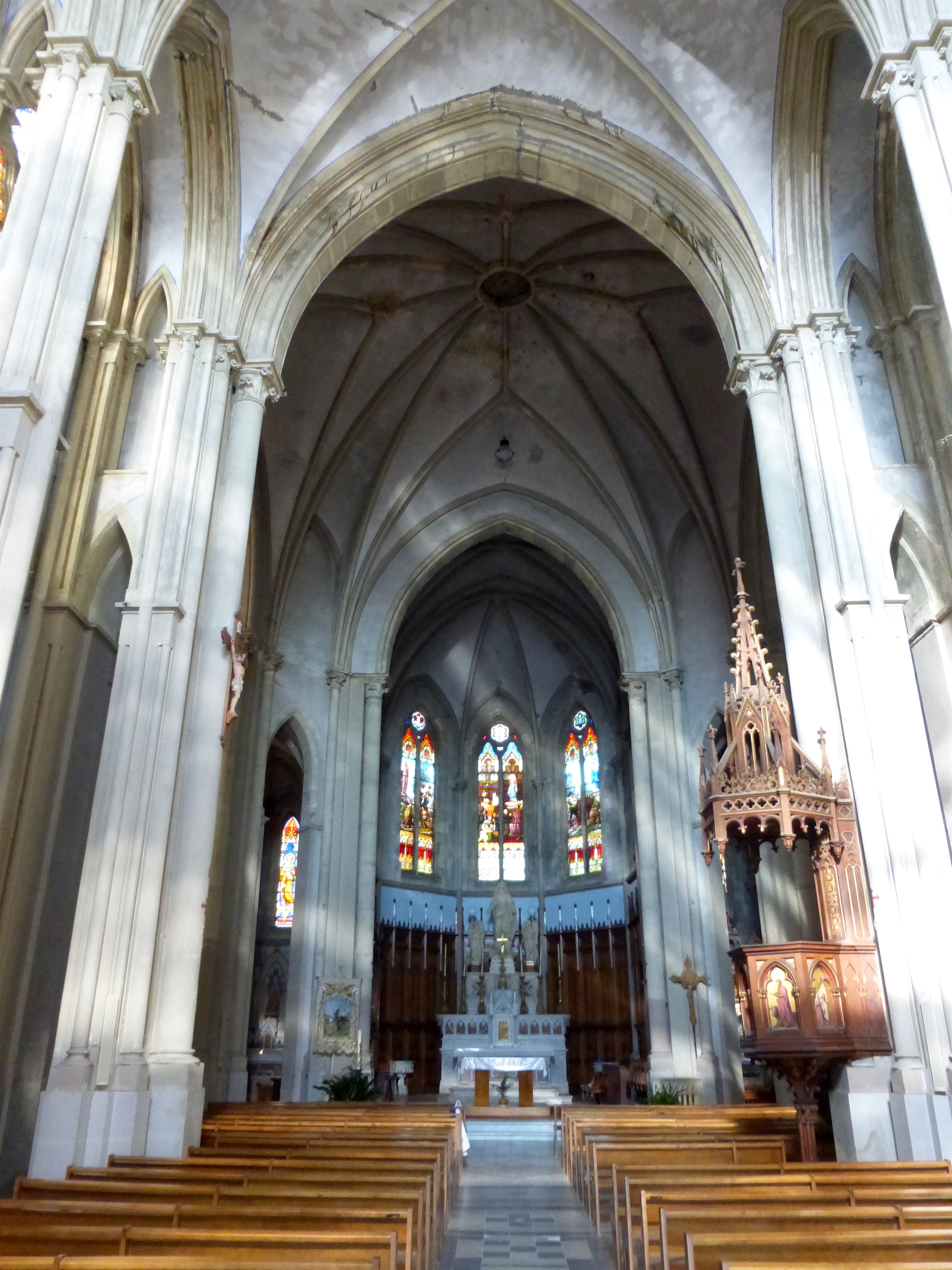
Vue de l'intérieur de la basilique.

L'église n'a jamais été terminée : elle est privée des flèches qui auraient dû surplomber ses clochetons, ainsi que du campanile qui devait supporter les cloches (sur la droite de l'église),.
Conçue par l’architecte Alfred Berruyer, l'église s'inscrit dans un style néogothique « rayonnant » avec un effet de verticalité pour l’ensemble de l’édifice lié à une faible emprise au sol. L'utilisation de briques, de pierres taillées et de blocs de ciment moulé procurent une polychromie naturelle à l’ouvrage. Si l'église de style néogothique reprend nombre de codes typiques de ce type de construction au XIXe siècle, sa principale originalité tient à l'utilisation de briques rouges pour sa construction, ce qui n'est pas courant dans la région. La pierre utilisée pour la construction est une pierre calcaire de type pierre de Villebois de teinte blanche.
Le bâtiment est structuré suivant un axe nord/sud, avec un plan classique en croix latine avec un narthex très réduit, une nef à trois vaisseaux qui se développe sur quatre travées. Le transept large avec une croisée complexe supporte une tour-lanterne en bois, et deux chapelles latérales à absides (de chaque côté du chœur, avec un accès par le transept, l'une à l'Est, l'autre à l'Ouest). La dimension de l'église reste relativement modeste avec un longueur de 42 mètres pour une largeur totale (au niveau du transept) de 22 mètres. À l’intérieur, la voute culmine à plus de 18 mètres. La sacristie est accolée à l'Est du bâtiment au niveau de la chapelle latérale Est.
À noter que les vaisseaux latéraux sont extrêmement étroits, moins d'un mètre de large, ne facilitant pas la circulation des pèlerins, mais donnant une impression de verticalité à l'ensemble,.

### La chapelle de Bon Rencontre

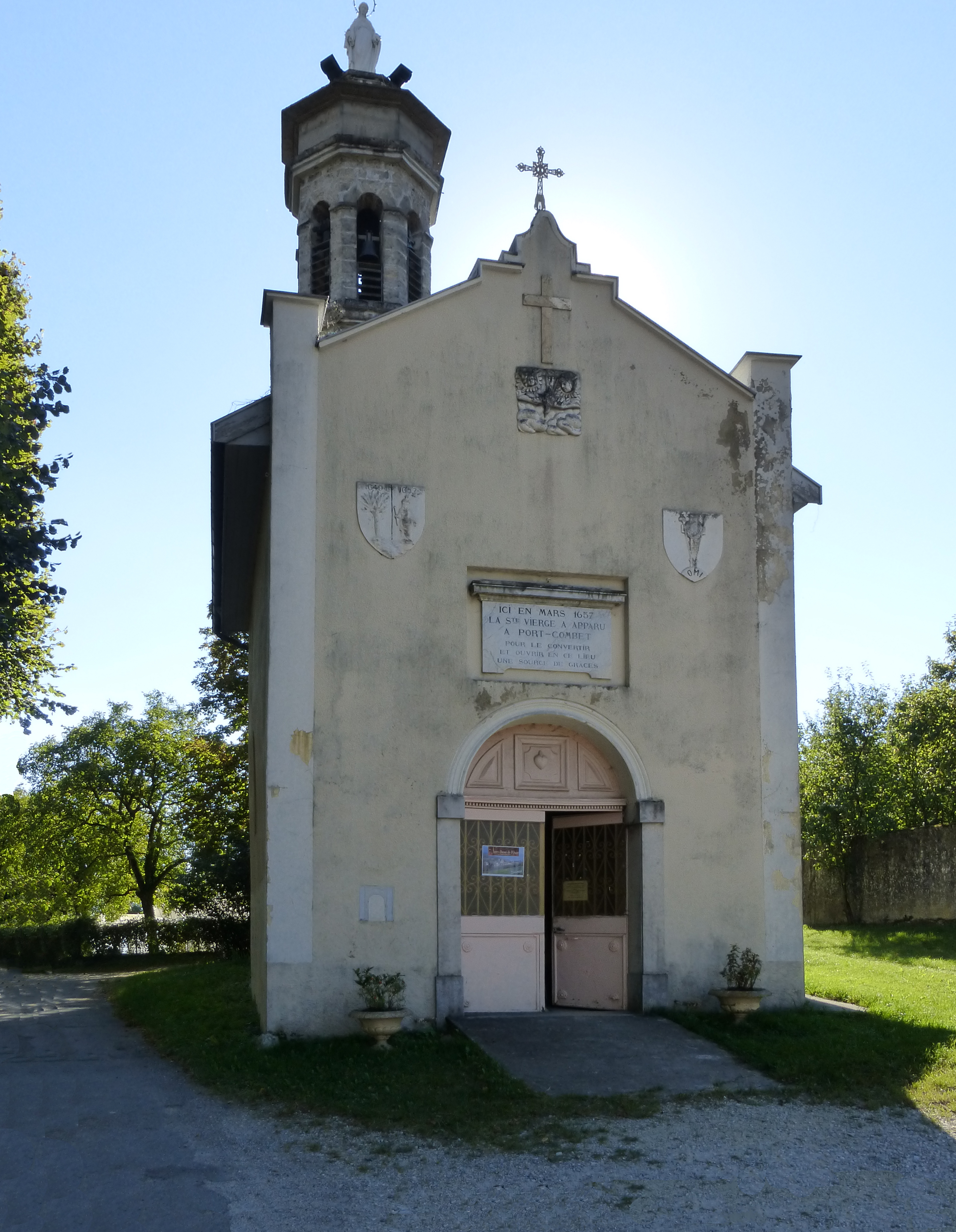
Vue de la chapelle, surmontée de la statue de la Vierge.

La chapelle est construite XIXe siècle, sur le lieu même de l’apparition de la Vierge à Pierre Port-Combet en 1657 dont elle fait mémoire. En 1905, elle est saisie par l’État, et confisquée, comme tous les biens de l'Église catholique. La commune a rétrocédé l'usage au diocèse de Grenoble. Sa gestion est aujourd'hui assurée par l'association « Accueil à Notre Dame de l'Osier ».
La chapelle, de proportions modestes, fait face à l’église Notre-Dame de l’Osier, située tout au bout d'une rue, les deux églises se faisant face. Ses murs intérieurs sont recouverts de nombreux exvotos qui témoignent des « grâces reçues »,.
La chapelle a une voûte en berceau de plein cintre, le petit sanctuaire a fait l’objet d’un agrandissement en 1836. Une tour accolée au bâtiment est érigée en 1856. La chapelle est restaurée en 1941, elle accueille en son sommet une statue de l’Immaculée Conception.

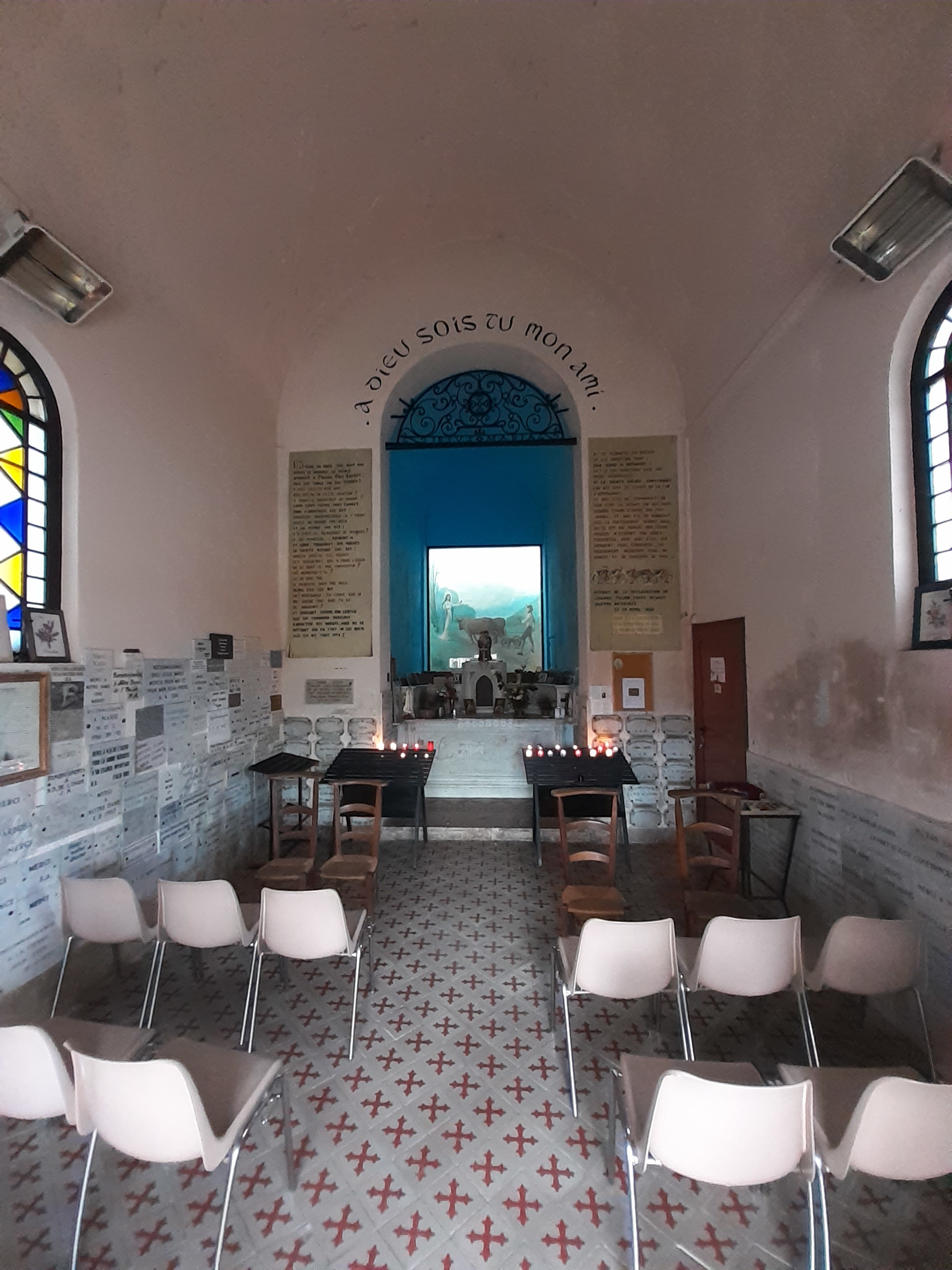
Vue intérieure de la chapelle.
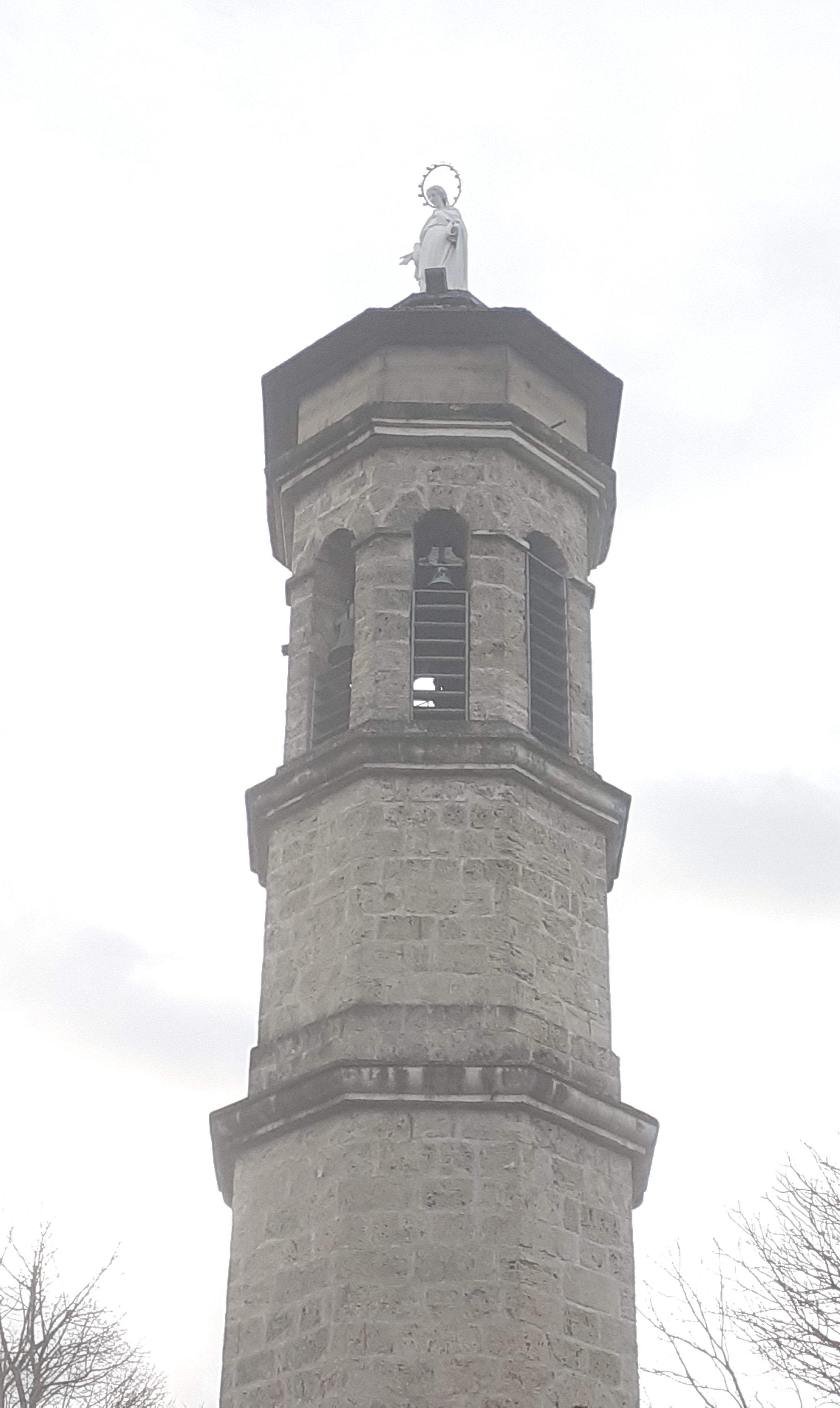
La tour surmontée de la statue de la Vierge.
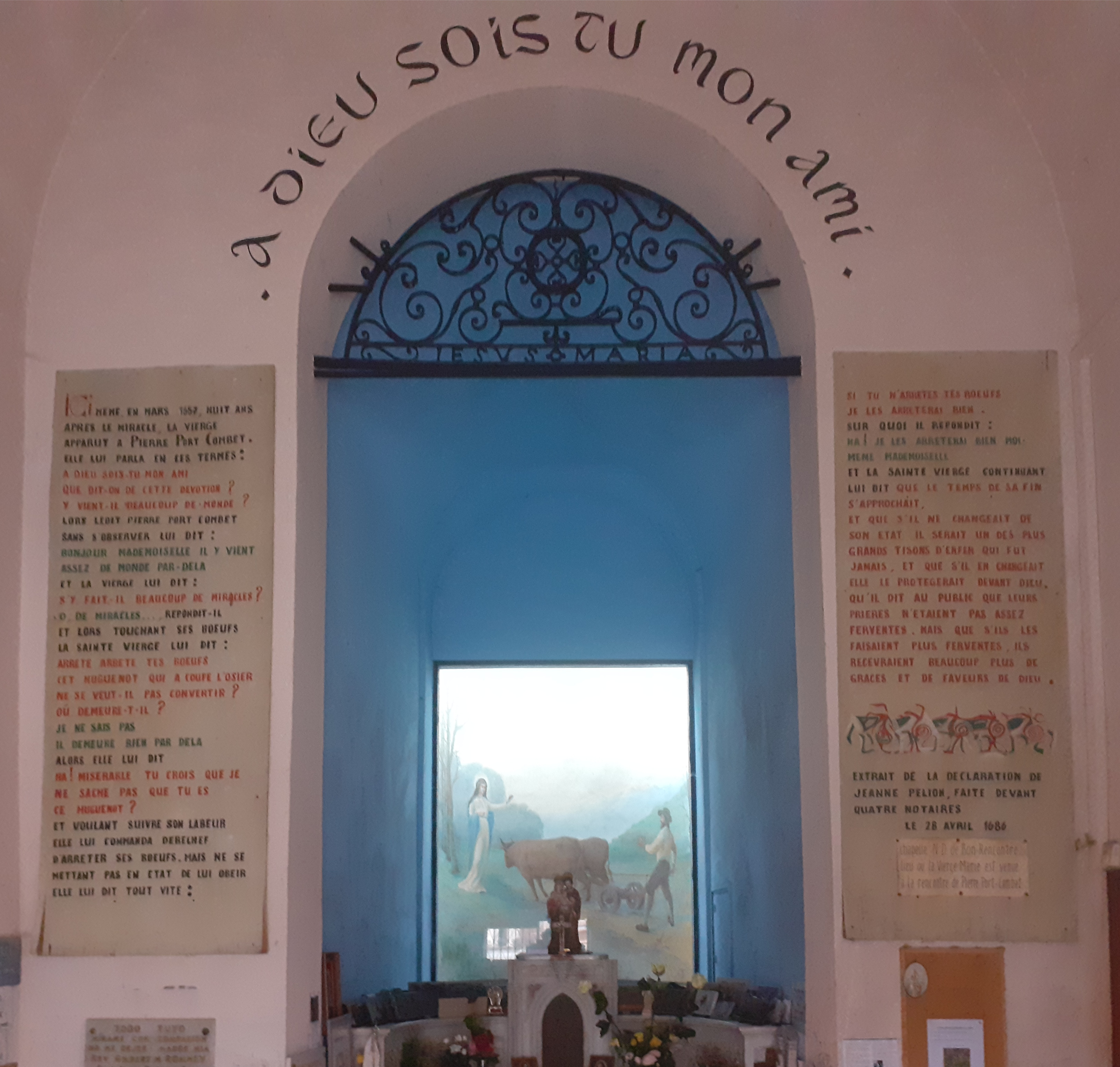
Le chœur de la chapelle, avec l'autel et la peinture.
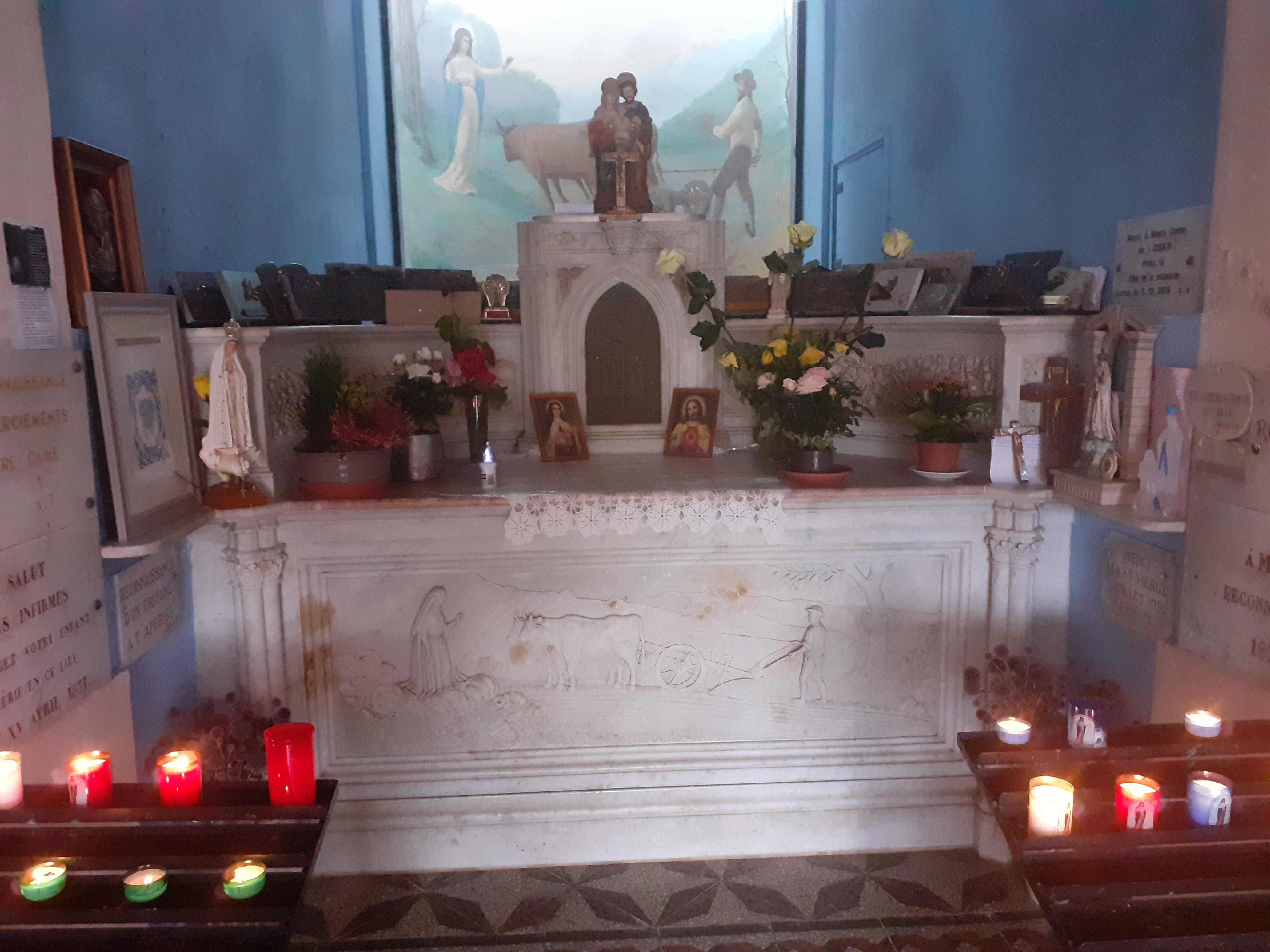
Détail de l'autel.
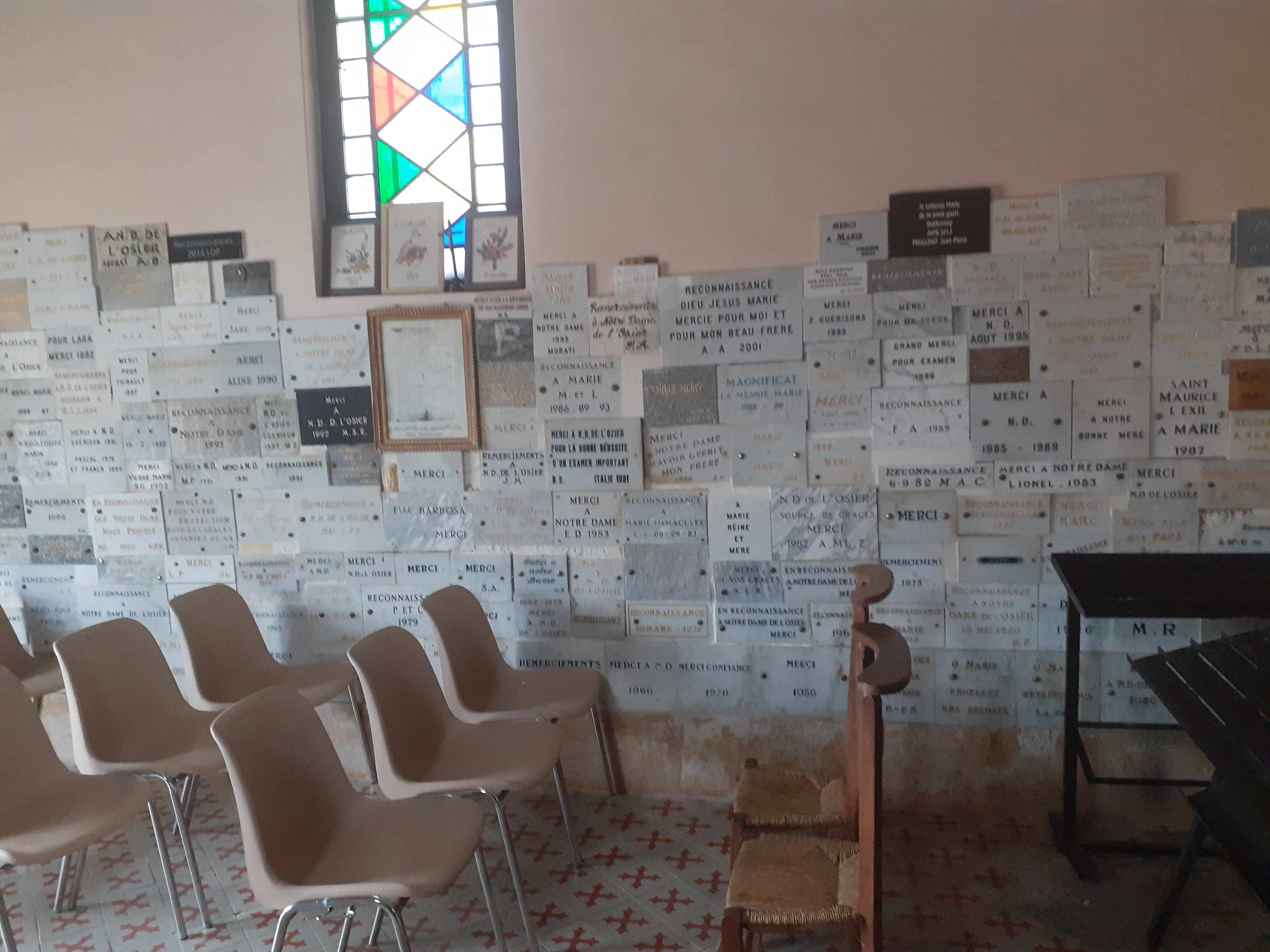
Ex-votos fixés aux murs de la chapelle.

### Environs
Dans l'ancien parc du sanctuaire, se trouve le cimetière des Oblats sur lequel veille une statue de Marie.
Un oratoire dédié à « Notre-Dame de l’Epinouse » est construit à côté de la chapelle Notre-Dame de Bon-Rencontre, sur le lieu même où la Vierge aurait disparu aux yeux du voyant.

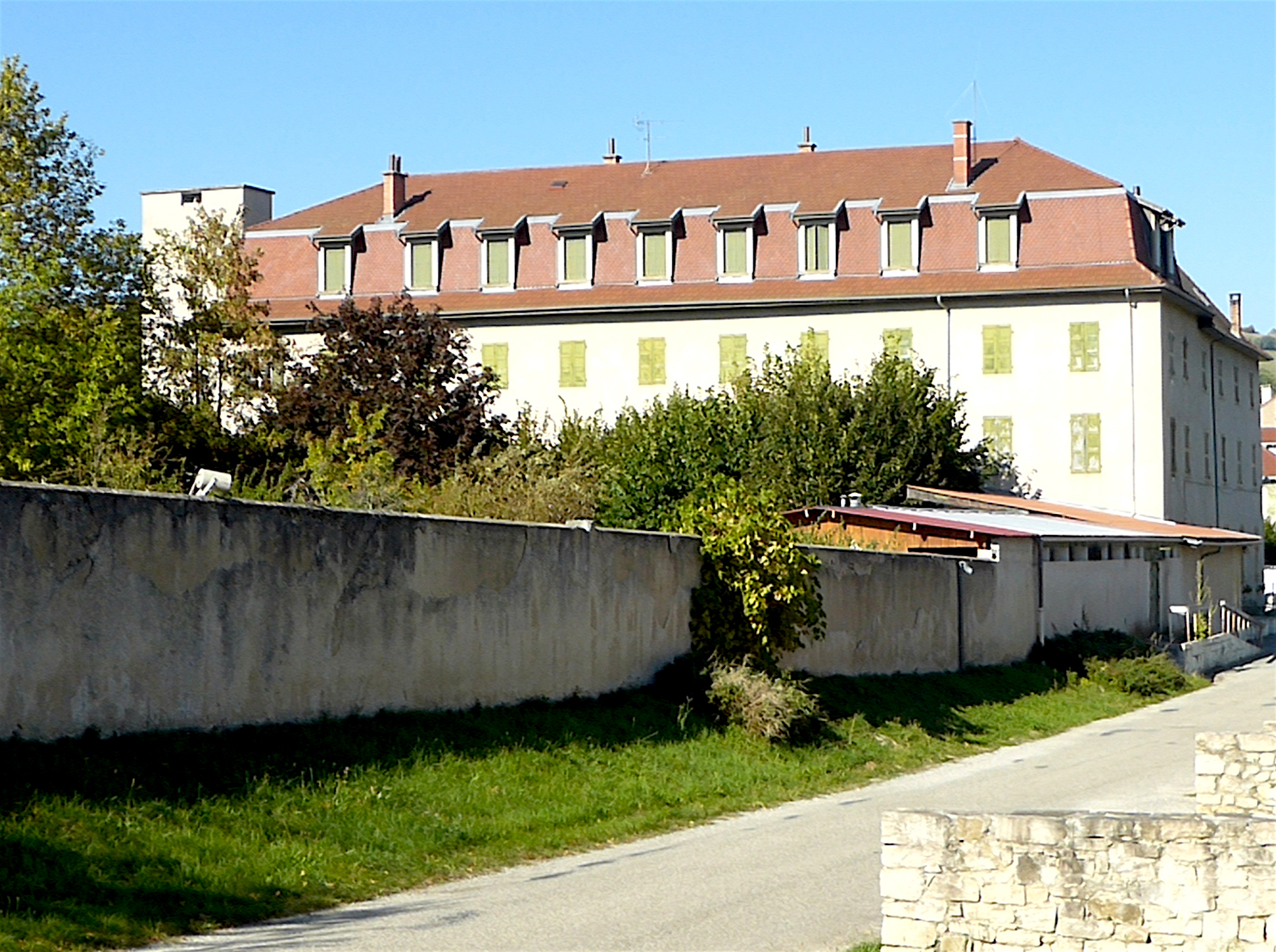
Couvent des Missionnaires Oblats construit au XIXe siècle.
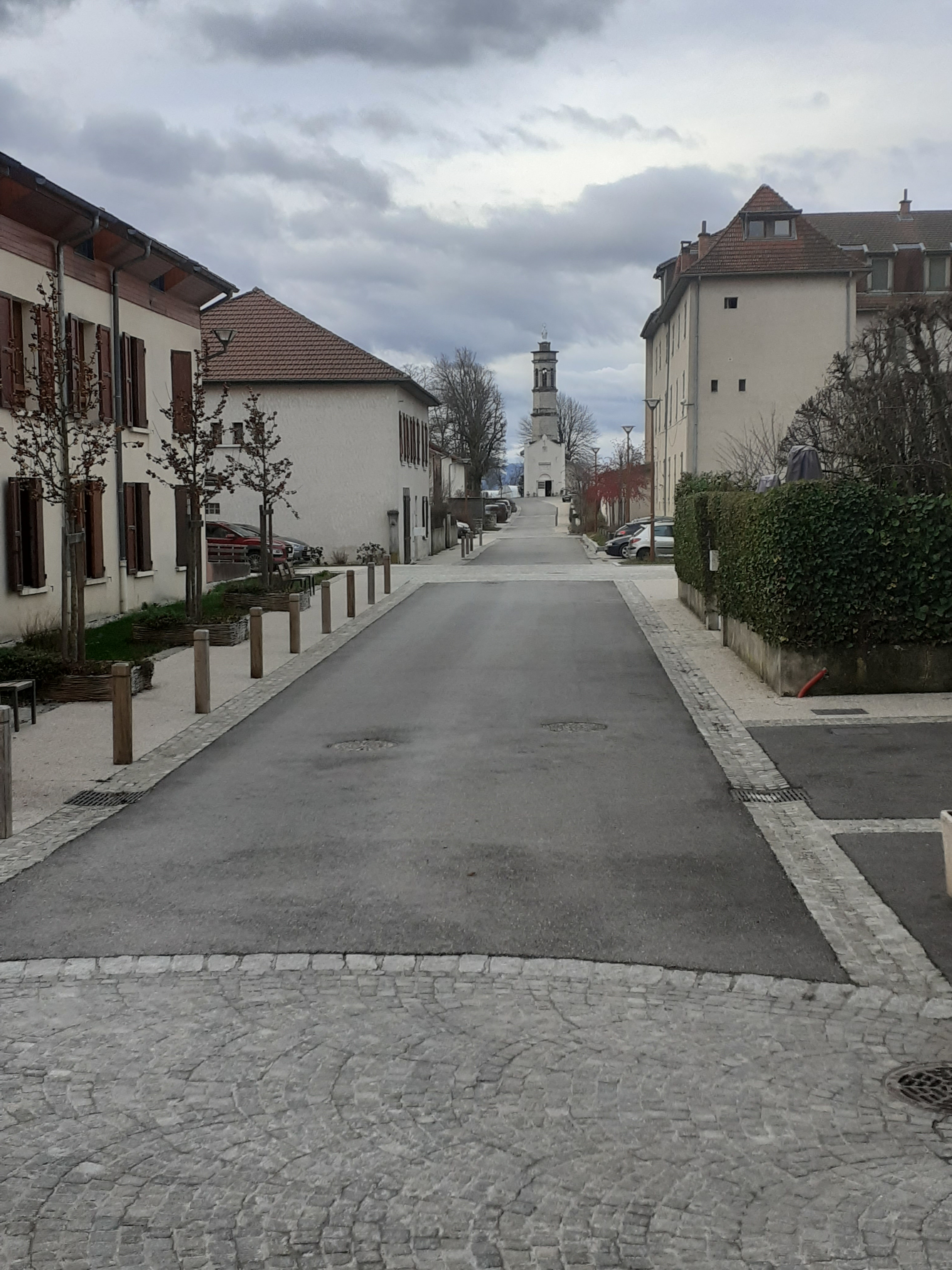
Vue de la chapelle depuis la basilique.